# Червонолистик альпійський
Червонолистик альпійський (Bryoerythrophyllum alpigenum) — вид мохів порядку потіальних (Pottiales).

## Поширення
Батьківщиною є Європа, Північна Америка, Азія.